# Vauréal Peak
Der Vauréal Peak ist ein 200 m hoher Berg auf King George Island im Archipel der Südlichen Shetlandinseln. Er ragt an der Ostseite der Einfahrt zur Admiralty Bay auf.
Teilnehmer der Fünften Französischen Antarktisexpedition (1908–1910) unter der Leitung des Polarforschers Jean-Baptiste Charcot benannten ein Objekt in dieser Umgebung als Cap Vauréal. Später zeigten Luftaufnahmen, dass die markanteste Landmarke der hier beschriebene Berg ist. Das UK Antarctic Place-Names Committee nahm daraufhin am 7. Juli 1959 eine korrigierende Benennung vor. Namensgeber ist vermutlich die französische Gemeinde Vauréal, in der ihrerseits eine Straße nach Charcots Vater, dem Mediziner Jean-Martin Charcot benannt ist.